# Anne Blaire
Anne Blaire, coniugata Leburgue (Roubaix, 11 novembre 1963), è un'ex cestista francese.

## Carriera
Con la Francia ha disputato i Campionati europei del 1987, segnando 20 punti in 6 partite.